# Света Троица (Пастух)
Вижте пояснителната страница за други значения на Света Троица.
„Света Троица“ е късносредновековна българска църква в село Пастух, община Невестино, област Кюстендил.
Църквата се намира в източната покрайнина на село Пастух, на левия бряг на река Струма. Еднокорабна и едноапсидна триконхална църква, с полуцилиндричен свод, вкопана на две стъпала в земята, с размери 7,50 Х 3,50 м. Построена е към XVI-XVII век. Изградена е от ломен камък на хоросанова спойка, а антите и надвходната ниша са от бигор. Цялата вътрешност е била изписана. От стенописите са останали фрагменти. Църквата е паметник на културата.